# 탄기
탄기(tangie) 또는 톤기(tongie)는 오크니와 셰틀랜드에 전승되는 둔갑 능력이 있는 바다 물귀신이다. 물말 또는 어인으로, 털이 거친 조랑말 또는 늙은 남자의 모습으로 출몰한다.
밤에 물가의 길을 가는 사람을 유괴해서 물속으로 끌고 들어가 잡아먹기에 혼자 다니는 나그네, 특히 여자들에게 공포의 대상이 된다.
또한 탄기는 인간이나 동물을 발광하게 만들 수도 있다.
탄기는 셰틀랜드의 "양도둑 검은 에릭" 전설에서 중요한 역할을 한다. 에릭은 탄기 한 마리를 타고 다니며 주변의 농장들을 털고 다니고 이 탄기는 그에게 초자연적인 조력을 한다. 이후 검은 에릭은 농장주 샌디 브리머(Sandy Breamer)와의 마지막 싸움 때 바다에 떨어져 죽게 되고, 그가 타고 다니던 탄기는 풀려나서 젊은 여자들을 유괴하며 일대를 공포에 떨게 했다.